# Система Тейлора — порабощение человека машиной
«Система Тейлора — порабощение человека машиной» — работа В. И. Ленина о теории управления и научной организации труда Фредерика Тейлора. Написана в 1914 году, в условиях подъёма революционного движения в России перед Первой мировой войной. Впервые опубликована в газете «Путь правды» в 1914 году, № 35, 13 марта 1914 года.

В. И. Ленин в своей статье отмечает про тейлоризм, что: 
«Система Тейлора без ведома и против воли её авторов подготовляет то время, когда пролетариат возьмёт в свои руки всё общественное производство и назначит свои, рабочие, комиссии для правильного распределения и упорядочения всего общественного труда».
Кроме того, им отмечалось, что «капитализм ни на минуту не может стоять на месте. Он должен идти вперёд и вперёд. Конкуренция, особенно обостряющаяся в эпохи кризиса, подобные нашей, заставляет изобретать все новые средства для удешевления производства. А господство капитала превращает все такие средства в орудия дальнейшего угнетения рабочего».

## Отзывы
Кандидат технических наук А. Ю. Лавров и доктор технических наук О. И. Рыбакова отмечают следующее:
В 1914 г. вождь мирового пролетариата В. И. Ленин (1870—1924 гг.) пишет статью «Система Тейлора — порабощение человека машиной», где трактует учение Тейлора как «искусство выжимать пот», то есть оценивает саму систему крайне негативно. Однако после победы Октябрьской революции, когда возникла необходимость доказать преимущество социалистического строя перед капиталистическим, Ленин в 1918 г. на заседании Совнаркома говорит о том, что построить социализм без высокой культуры и производительности труда невозможно, а потому «… надо создать в России изучение и преподавание системы Тейлора, систематическое испытание и приспособление её».

Доктор технических наук, профессор С. В. Шухардин отмечал:
Научная организация труда при капитализме получила название тейлоризма. В. И. Ленин назвал систему Тейлора «научной» системой выжимания пота, или системой порабощения человека машиной. В. И. Ленин внимательно изучал новейшую литературу, посвященную капиталистической организации труда. Он подробно проконспектировал книги Ф. Тейлора, изучил ряд других работ по этой системе, в том числе книгу инженера Р. Зейберта «Из практики системы Тейлора», статью Ф. Джилбрета «Изучение движения с точки зрения прироста национального богатства» и др.

В. И. Ленин написал две статьи: «„Научная" система выжимания пота» (1913 г.) и «Система Тейлора — порабощение человека машиной» (1914 г.), в которых дает оценку системе, предложенной и широко примененной инженером Ф. Тейлором. Он вскрывает сущность этой системы, которая заключается в том, чтобы из рабочего при капитализме выжать больше труда в течение рабочего дня, заставить его вчетверо интенсивнее работать. В. И. Ленин указывал, что система Тейлора является последним словом капитализма и «соединяет в себе утонченное зверство буржуазной эксплуатации и ряд богатейших научных завоеваний в деле анализа механических Движений при труде, изгнания лишних и неловких движений, выработки правильнейших приемов работы, введения наилучших систем учёта и контроля и т. д.» 